# Операција Сунцокрет
Операција Сунцокрет (Unternehmen Sonnenblume) је назив за упућивање немачких трупа у северну Африку 1941, током Другог светског рата. Немачке трупе су ојачале преостале италијанске снаге у Либији, након што је италијанска 10. армија уништена британским нападима у операцији Компас (9. децембар 1940 - 9. фебруар 1941). Први јединице су кренуле из Напуља за Африку и стигле 11. фебруара. Дана 14. фебруара, прве јединице 21. оклопне дивизије, Извиђачки батаљон 3 и Одред ловаца тенкова 39 стигли су у Триполи у Либији и одмах су послати на линију фронта у Сирте.
Генерал Ервин Ромел је преузео команду новог Немачког афричког корпуса; израз "Афрички корпус" постао је генерички наслов за немачке снаге у северној Африци, у енглеском говорном подручју). Ромел је 12. фебруара стигао у Либију, са наређењима за одбрану Триполија и Триполитаније, иако користећи агресивну тактику. Генерал Итало Гариболди је 25. марта заменио маршала Италије Родолфа Грацијанија као генерални гувернер Либије и генерал Марио Роата, главни командант Краљевске италијанске армије (Regio Esercito), наредио је Грацијанију да стави италијанске моторизоване јединице у Либији под немачку команду. Прве немачке трупе стигле су 15. фебруара у Сирте и напредовале су у Нофилију 18. фебруара. 24. фебруара немачка извидница напала је из заседе британску патролу код Ел Агајле, 24. марта, снаге Осовине су заузеле Ел Агајлу и 31. марта су напале Брегу. Некомплетна британска 3. оклопна бригада није успела да изврши контранапад и започела је повлачење према Бенгазију следећег дана.
Када се 3. оклопна бригада покренула, њени истрошени и недовољно одржавани тенкови почели су да отказују како се и предвиђало, а бригада није успела да спречи покрете снага Осовине у пустињи јужно од џепа у Киренајци, што је аустралијску пешадију из Бенгазија оставило без могућности да се повуче дуж обалског друма "Via Balbia". Ромел је поделио своје снаге у мале колоне како би гонио британско повлачење колико год су то дозвољавале ограничене залихе горива и воде. Војници Осовине су успели да окруже и заробе значајну силу код Мехилија, што је довело до тога да се британско повлачење настави до Тобрука, а потом и на либијско-египатску границу. Снаге Осовине нису успеле да заузму Тобрук, пре него што су браниоци имали времена да организују одбрану, а Ромел је потом разделио снаге осовине између Тобрука и границе.
Сунцокрет је успео јер су способност Немаца да предузму офанзиву потценили генерал Арчибалд Вејвел, врховни командант Блиског истока, британски Главни штаб и Винстон Черчил. Способност и храброст Ромела преокренули су ситуацију, упркос обимним обавештајним подацима Ултра и МИ14 (Британска обавештајна служба). Године 1949. Вејвел је написао да је у Киренаици узео неоправдани ризик, формирајући очекивања о снагама Осовине заснована на борби против италијанске војске, "Сигурно нисам планирао за Ромела након мог искуства са Италијанима. Требало је да будем паметнији… "Многе искусне британске јединице пребачене су у Грчку, а друге јединице су послате у Египат на обнову. Неки од команданата које је Вејвел поставио у Команди Киренајке (ЦИРЦОМ) показали су се неспособним, и он такође није озбиљно проучио терен између Бенгазија и Ел Агајле, ослањајући се на мапе које су се показале нетачне, када је касније стигао да види лично.

## Позадина

### Италијанска инвазија Египта
Operazione E била је италијанска инвазија на Египат, да се одузме Суецки канал против Британаца, Комонвелта и Слободних француских снага, која је започела западно-пустињску кампању (1940—1943). Након бројних одлагања, циљ офанзиве сведен је на напредовање 10. армије (маршал Родолфо Грацијани) у Египат, до Сиди Баранија, и напад на све британске снаге у тој области.
Италијанска 10. армија је напредовала око 105 km у Египат, али је остварила контакт само са британском заштитницом из 7. оклопне дивизије и није напала главне снаге око Мерса Матруха. Дана 16. септембра, 10. армија се зауставила и заузела одбрамбене положаје око луке Сиди Барани, са намером да изгради утврђене кампове, чекајући инжењерију да продужи обалски друм (Via Balbia). Грацијани је намеравао да искористи друм за акумулирање залиха за напредовање ка Мерса Матруху, око 130 km далеко на исток, гдје су се налазили остатак 7. оклопне дивизије и 4. индијска дивизија.

### Операција Компас
Британски Одред Западне пустиње (Western Desert Force, ВДФ, генерал-потпуковник Сер Ричард О'Конор) напао је 10. армију у западном Египту и Киренајку, источну покрајину Либије од децембра 1940. до фебруара 1941. године. ВДФ са око 30.000 људи напредује из Мерса Матруха у Египту, у петодневном нападу на положаје 10. армије, која је имала око 150.000 људи на утврђеним положајима око Сиди Баранија и даље западно, преко границе у Киренајку. Десета армија је била брзо поражена, Сиди Барани и Соллум су повраћени, а Британци су наставили операцију, нападајући преко Киренајке како би заузели Бардију, Тобрук и Дерну. Британци су затим пратили 10. армију дуж обалског друма око Џебел Акдара (Зелена планина) према западној провинцији Триполитанији. Одред Комбе, импровизована летећа колона је послата кроз пустињу јужно од Џебела и пресрела је последње организоване јединице 10. армије у бици код Беда Фома, и ВДФ потом је прогонио остатке 10. армије до Ел Агајле у заливу Сирте . Британци су привели 138.000 италијанских и либијских заробљеника, стотине тенкова, преко 1.000 топова и авиона, изгубивши 1.900 људи убијених и рањених.
Британци нису били у могућности да наставе са операцијом Компас даље од Ел Агајле, због тешкоћа у снабдевању ВДФ-а на тако великој удаљености и због тога што су возила борбених јединица била у одмаклој фази механичких кварова. У фебруару 1941. британски ратни кабинет одлучио је да држи Киренајку са минимумом снага и пошаље остатак у Грчку. Најискусније, најбоље обучене и опремљене јединице ВДФ-а преусмерене су у Грчку кампању у операцији Лустре у марту и априлу 1941. године. У Киренајки, 6. аустралијска дивизија је била комплетна, али су возила 7. оклопне дивизије била истрошена . 2. новозеландска дивизија располагала је са две бригаде, а 6. пешадијска дивизија у Египту није имала артиљерију и обучавала се за операције на Јонским острвима. 7. аустралијска дивизија (генерал-мајор Џон Лаварак) и 9. аустралијска дивизија су биле слабо опремљене и још увек на обуци, Пољска бригадна група није имала опрему, а два оклопна пука су одвојена од 2. оклопне дивизије за 7. оклопну дивизију и такође су били истрошени у каснијим фазама Операције Компас. Остатак дивизије је имао два пука тенкова за крстарење (брзих тенкова) чији су тенкови имали истрошене гусенице и два пука лаких тенкова; командант дивизије је изненада умро и замењен је генерал-мајором Мајком Гамбијер-Перијем.

### Опсада Јагбуба
Опсада Гјарабуба (сада Јагбуб) десила се након пораза 10. армије. Утврђена италијанска позиција у оази Ал Јагбуба била је опкољена деловима 6. аустралијске дивизије. 6. аустралијски коњички пук започео је опсаду у децембру 1940. године и изоловао оазу, остављајући италијанску посаду зависном од италијанског ваздухопловства у погледу снабдевања. Ваздушни саобраћај се показао недовољним, и глад је натерала многе локалне трупe да дезертирају. Након што га је ојачао 2/9. аустралијски батаљон и батерија 4. краљевске коњичке артиљерије, Аустралијанци су напали 17. марта 1941. и присилили италијански гарнизон да се преда 21. марта.

### Земљиште
Рат се водио углавном у области познатој као Западна Пустиња, која је око 240 mi (390 km) широка, од Мерса Матруха у Египту до Газале на либијској обали, дуж јединог чврстог друма (итал.Via Balbia). Ерг (Море Песка), 150 mi (240 km) према унутрашњости, означава јужну границу пустиње на најширим тачкама код Јагбуба и Сиве. У Британском речнику, појам "Западна пустиња" означавао је део Египта западно од Нила, али је почео да означава цело подручје ратишта, укључујући источну Киренајку у Либији. Од обале према унутрашњости лежи издигнута, равна површина камените пустиње на око 150 m надморске висине, која се протеже на југ 200–300 km од обале до ивице Пешчаног Мора. Тај крај обилује шкорпијама, змијама отровницама и мувама, а насељен је малим бројем номада, Бедуина.
Бедуинске стазе повезивале су бунаре и проходније земљиште; управљало се по Сунцу, звездама, компасу и "пустињском чулу", вештини опажања околине стеченој искуством. Када су италијанске трупе продрле у Египат у септембру 1940, одред Малети се изгубио након одласка из Сиди Омара, нестао је и морао је да буде пронађен авионом. У пролеће и лето, дани су врели, а ноћи врло хладне.  Сироко, врели пустињски ветар, носи облаке ситног песка, који смањује видљивост на неколико метара и улази у очи, плућа, машине, храну и опрему; моторним возилима и авионима потребни су специјални филтери за уље, а голо земљиште значи да залихе за војне операције морају да се увозе. Немачки мотори били су склони прегревању и век тенковског мотора спао је са 1.400-1.600 миља на 300-900 миља, што је још погоршано недостатком резервних делова за немачке и италијанске моторе.

### Снабдевање
Нормалан пут италијанског снабдевања за Либију ишао је око 600 mi (970 km) западно око Сицилије, а затим уз обалу Туниса до луке Триполи, да би се избегли британски бродови, авиони и подморнице са Малте. Трећина италијанске трговачке морнарице била је заробљена након што је Италија објавила рат, а скретање је продужило пут на 970 km. На копну, залихе су се морале преносити на огромне удаљености путем, или у малим товарима дуж обале.
После пораза Италије у операцији Компас, Триполи је био последња преостала осовинска лука, са максималним капацитетом истовара од четири брода за превоз трупа или пет теретних бродова одједном, довољно за испоруку око 45.000 тона робе месечно. Удаљеност од Триполија до Бенгазија била је 652 km дуж обалског друма, што је била половина пута до Александрије.
Пут се могао поплавити, био је изложен нападима Пустињске авијације (Desert Air Force, ДАФ), а коришћење пустињских стаза повећавало је хабање возила. Немачкој моторизованој дивизији је било потребно 350 тона дневно и превоз залиха 480 km захтевао је 1.170 камиона од 2 тоне. Са седам дивизија осовине, ваздухопловним и поморским јединицама, било је потребно 70.000 тона месечно. Од фебруара до маја 1941. из Италије је испоручен вишак од 45.000 тона. Британски напади са Малте имали су одређени утицај, али у мају, најгорем месецу за губитке у транспорту, стигло је 91% залиха. Недостатак транспорта у Либији оставио је немачке залихе у Триполију, док су Италијани имали само 7.000 камиона за испоруке на 225.000 људи. Рекордна количина залиха стигла је у јуну, али на фронту се несташица погоршала.

## Увод

### Немачка интервенција
Немачки ангажман у западном Медитерану почео је са доласком у Италију током јуна 1940. године, генерала немачке авијације Максимилијана фон Пола, при команди италијанске авијације, официра за везу који се бавио питањима обавештајних послова. Немачке ваздухопловне јединице стигле су у Италију у октобру, да преносе италијанске трупе у Албанију, а потом 15. новембра, 2. зрачна флота (Luftflotte 2 - генералфелдмаршал Алберт Кеселринг) пребачена је из Немачке, а 10. ваздухопловни корпус (Fliegerkorps X - генерал авијације Ханс Гајслер) преселио се из Норвешке на Сицилију. До јануара 1941. године, 10. ваздухопловни корпус је имао 120 далекометних бомбардера, 150 бомбардера, 40 двомоторних ловаца и 20 извиђачких авиона. Ваздухопловни корпус је преузео операције Луфтвафе у јужној Италији, Сицилији, део Сардиније, а потом је преузео у северној Африци, са наређењима да обезбеди морски пут из Италије до северне Африке неутралисањем Малте. Нападе на британским путевима снабдевања у Египту и подршку снага Осовине у северној Африци требало је да врши Ваздухопловна команда Африка (генерал Стефан Фролих). Први напади ваздухопловног корпуса су полетели 7. јануара, против једног британског конвоја и пратилаца са алжирске обале.
Дана 24. октобра 1940. године, након истраге о могућностима војних операција у северној Африци, генерал Вилхелм Ритер фон Тома пријавио је Адолфу Хитлеру, да су потешкоће у снабдевању диктирале шта се може постићи, с обзиром на северноафричку климу, терен и британску контролу Медитерана . Минимална потребна сила за заузимање Египта биле су четири дивизије, што је такође била максимална сила која се могла снабдевати из Италије, али је Хитлер одбио размишљати о слању више оклопних дивизија. 12. новембра је Хитлер наредио у Директиви 18 да једна оклопна дивизија буде спремна за пресељење у северну Африку, па чак и то је отказано након италијанског напредовања у Египат у операцији Е. Након што је схватио величину италијанског пораза током операције Компас, Хитлер је издао Директиву 22, 11. јануара 1941. године, којом се наређује отпремање једног запречног одреда, операција Сунцокрет (Unternehmen Sonnenblume). 3. фебруара, Хитлер се сложио да пошаље још једну оклопну дивизију да се придружи 5. лакој дивизији Африка (генерал-мајор Јохан фон Равенштајн); прве немачке трупе су 14. фебруара стигле у Либију, а први тенкови 20. фебруара. Оклопни корпус од две дивизије, препоручили су генерал Ханс фон Функ након посете Либији у јануару и генерал Ено фон Ринтелен, виши војни аташе у Риму, али је Хитлер пристао само да пошаље још један оклопни пук; други елементи 15. оклопне дивизије (пуковник Максимилијан фон Херф) почели су да стижу крајем априла.

#### Немачки афрички корпус
Дана 19. фебруара, немачки афрички корпус (Deutsches Afrikakorps-DAK), формиран је као запречни одред (Sperrverband) да брани Триполитанију. Након битке за Француску (10. јун 1940.), Вермахт је почео повећавати количину оклопа на тенковима, поставивши додатне оклопне плоче на тенкове и већина оних у 5. и 8. оклопном пуку су били модификовани. Тенкови су такође прилагођени за услове пустиње, са бољим хлађењем мотора постигнутим повећањем брзине вентилатора радијатора и резањем рупа у поклопцима мотора.  5. оклопни пук лаке дивизије "Африка" стигао је у северну Африку на два конвоја 8-10. марта 1941.
Пук је имао 155 тенкова, три лака командна возила и четири командна тенка. Још 25 Панцер I тип А за појачање пука стигло је у Триполи 10. маја. Тенкови у 5. оклопном пуку су и даље били обојени тамно сивим и носили ознаку 3. оклопне дивизије обрнутог "ипсилон" са два удара.  Дана 18. јануара, 8. оклопни пук са 146 тенкова, део 10. оклопне дивизије пребачен је у нову 15. оклопну дивизију, која је створена из 33. пешадијске дивизије. 8. оклопни пук је испоручен у Либију у три конвоја од 25. априла до 6. маја 1941. године и до 28. маја завршио окупљање у северној Африци.

### Команда Осовине
Након што је генерал Ђузепе Телера убијен 7. фебруара у бици код Беда Фома, генерал Итало Гариболди преузео је команду остатка 10. армије, а 25. марта, заменио је Грацијанија као генералног гувернера Либије. Генерал-мајор Ервин Ромел је унапређен у генерал-потпуковника, постављен за команданта ДАК и стигао је у Либију 12. фебруара. Ромелу је у јануару наредио врховни командант немачке војске, Генералфелдмаршал Валтер фон Браухич, да брани Триполи и Триполитанију, иако користећи агресивну тактику. Главни командант италијанске војске, генерал Марио Роата, наредио је Гариболдију да све италијанске моторизоване јединице ставља под немачку команду, а Ромел је послао напред 20. корпус са 27. пешадијском дивизијом Бреша, 17. пешадијском дивизијом Павиа и последњих 60 тенкова 132. оклопне дивизије Ариете . Немачка висока команда није имала намеру да добије потпуну победу у Африци и приликом посете Берлину, чак и након ограниченог напредовања од Триполија, 430 km дуж залива Сирте до града Сирте, а затим још 148 km 19. марта до Нофилија, Ромелу је речено да не очекује појачање.

### Команда Киренајке
Аустралијска 9. дивизија и 2. оклопна дивизија (минус бригадна група послата у Грчку) остављене су у гарнизону Киренајка као Команда Киренајке (генерал-потпуковник Хенри Мејтланд Вилсон), упркос недовољности те војске ако су Немци послали трупе у Либију. Команду у Египту преузео је генерал-потпуковник Ричард О'Конор, а штаб 13. корпуса заменио је штаб 1. аустралијског корпуса (генерал-потпуковник Томас Белами). Генерал Арчибалд Вејвел, главни заповедник Блиског истока и главног штаба у Египту, веровао је да Немци не би могли бити спремни до маја, до када ће бити обновљени тенкови 2. оклопне дивизије и још две дивизије и помоћне јединице, посебно артиљерија, биће спремне, заједно са 9. аустралијском дивизијом. 2. оклопна дивизија је имала један извиђачки пук; 3. оклопна бригада је имала један непотпун пук лаких тенкова и један опремљен за заробљеним Фијат М 13/40. Крстарећи (брзи тенкови) пук је стигао крајем марта, након што су многи пропали на путу, што је довело снагу дивизије на једну непотпуну оклопну бригаду. Две бригаде 9. аустралијске дивизије замењене су са две из 7. аустралијске дивизије, која је била мање обучена и није имала опрему и транспорт.
Покушаји Британца да поново отворе Бенгази били су фрустрирани због недостатка транспорта, лошег времена и, од почетка фебруара, бомбардовања Луфтвафе и минирања луке. Напади су довели до тога да Британци напусте покушај да користе луку Бенгази за примање залиха и евакуацију италијанских залиха и опреме заробљених током Операције Компас. Недостатак транспорта онемогућавао је снабдевање гарнизона западно од Ел Агајла, што је био најповољнији положај за одбрамбену линију, и ограничио 2. оклопну дивизију на кретање између магацина за снабдевање, додатно смањујући њену ограничену мобилност. У фебруару је генерал-потпуковник Филип Ним преузео ЦИРЦОМ и предвидео је да ће се многи од тенкова покварити чим се покрену. (Ним је такође открио да се морао ослонити на локални телефонски систем који је имао италијанске оператере.) Ним је тражио праву оклопну дивизију, две пешадијске дивизије и адекватну ваздушну подршку за држање подручја. Вејвел је одговорио да има мало шта да пошаље, а ништа пре априла. Почетком марта, 9. аустралијска дивизија је почела да смењује 6. аустралијску дивизију у Мерса Брега за Операцију Лустре, што је показало тешкоће тактичких потеза са недовољним транспортом. 20. марта Аустралијанци су повучени северно од Бенгазија у Токру, у близини Ар Рајма због лакшег снабдевања и 2. оклопна дивизија је заузела њихово место.
Није било лако брањивих положаја између Ел Агајла и Бенгазија, са отвореним тереном добрим за тенкове. Ниму је наређено да што је могуће више штеди јединице тенкова, да наноси губитке силама Осовине ако нападну, да се повлачи уз задржавање до Бенгазија ако буде притиснут, и да напусти луку ако је потребно. Није било могућности за појачање пре маја, тако да је требало држати узвишице и гребен на северу близу Ер Региме и Барце у Џебел Акдару. 2. оклопна дивизија би се преселила јужно од Џебела до Антелата и деловала би против бокова и позадине силе Осовине, када би кренули дуж обалског друма или прешли кроз пустињу према Мехилију и Тобруку. Танкови би требало да користе складишта у Мсусу, Мартуби, Мехили, Тимими, Ел Магруну и Бенгазију као замену за снабдевање камионима. 3. индијска моторна бригада (бригадни генерал Ваугхан) стигла је у Мартубу крајем марта, са свим својим превозом, али без тенкова, артиљерије, противтенковских топова и само половином својих радио комплета, да би били спремни да крену ка Дерни, Барци или Мехили ако Осовина нападне.

## Битка

### 24. марта – 2. априла
Дана 24. марта, Ромел је напредовао са новим Африка Корпусом према позицијама британске 3. оклопне бригаде, југоисточно од Мерса Брега, где је 2. група подршке држала 13 km фронта; Аустралијанци су били 240 km према северу, осим бригаде која је остала у Тобруку, са мало опреме и без контакта са 2. оклопном дивизијом. Британска извиђачка авијација открила је немачке трупе западно од Ел Агајла 25. фебруара и до 5. марта, очекивало се да ће немачки командант консолидовати одбрану Триполитаније, покушати да поново заузме Киренајку и затим нападне Египат. Од Немаца се очекивало да користе Сирте и Нофилију као базе, али пре априла; Ромел је идентификован 8. марта, али је локална обавештења било тешко наћи. Ограничења километраже неопходне за одржавање малог броја трупа и возила близу фронта и опасност од брзих немачких тешких оклопних кола (оклопних аутомобила 8-точкаша) ометале су британске извиђачке јединице, чији оклопни аутомобили су биле спорији и имали слабије наоружање.
Дана 1. априла, Ромел је послао две колоне да заузме Мерсу Брега, са 5. оклопним пуком, 8. митраљеским батаљоном, 3. извиђачком јединицом и противтенковским топовима и артиљеријом дуж "Via Balbia", док су 2. митраљески батаљон, батаљона 2 и неки противтенковски топови кренули преко пустиње на југу. Британци су се повукли из Мерса Брега, праћени од Немаца, док су дивизије "Ариете" и "Бреша" напредовале из Триполија. 5. лака дивизија "Африка" је упућена даље на Аџдабију и луку Зуетина, упркос италијанским протестима. Извиђање из ваздуха 3. априла открило је да се Британци и даље повлаче и Ромел је наредио извиђање око јужног крила од стране једног италијанског одреда, а неколико немачких водова послато је под потпуковником Герхардом фон Шверином према Маатен ел Грари, одакле су имали да осматрају терен према Мсусу, југоисточно од Бенгазија и Бен Ганија даље на југ. 3. јединици за извиђање је наложено да извиђа према Сулуку и Каминису; током вечери, Ромел их је упутио у Бенгази.

### 3–5. априла
Гамбиер-Пери је 3. априла примио извештај о томе да ка Мсус-у (сада Завијат Масус у општини Фати), главном дивизијском складишту, напредује велика непријатељска оклопна сила. 3. оклопна бригада (бригадир Римингтон) се пребацила тамо и установила да је бензин био уништен како би се спречило заробљавање. Тенковска бригада је већ била смањена због губитака и кварова на 12 крстарећих (брзих), 20 лаких тенкова и 20 италијанских тенкова. Неаме је добио конфликтне извештаје о позицијама британских и осовинских снага, а 5. априла, извештаји да је велика сила Осовине напредовала на Ел Абиару, навела га да нареди 9. аустралијској дивизији повлачење на Вади Куф североисточно од Бенгазија, и елементима 2. оклопне дивизије да чувају пустињско крило и повуку се ка Мехилију. Конфликтни извештаји су навели Неама да се опозове ова наређења, што је изазвало велику конфузију код Аустралијанаца. 6. априла, британска извиђачка авијација известила је о томе да су у пустињи биле колоне Осовине, а 3. индијска моторна бригада одбила је напад на Мехили, што је навело О'Конора у штабу ЦИРЦОМ-а (Неаме је отишао да посети Гамбиер-Перија) да нареди опште повлачење.
Штаб 2. оклопне дивизије и 2. група за подршку су повучени назад у Мехили, а затим и 3. оклопна бригада. Римингтон је одлучио да оклопна бригада није имала гориво да би дошла до Мехилија и наредио је прелазак у Марауру, гдје је пронађена мала количина бензина. Римингтон је планирао да пређе у Дерну преко Ђовани Берта да би добио више горива; Римингтон је био заробљен са својим замеником док се возио напред. Бригада је наставила и загушила пут Аустралијанцима који су заобишли Дерну, повлачећи се у Газалу. Аустралијанци су прикупили свако возило које се могло кретати и повукли се у 5 поподне, рушећи за собом, под заштитом 1. батаљона краљевског стрељачког корпуса (1. КСК), моторизованог батаљона недавно стиглог из Египта. (2/13. Аустралијски батаљон је пожурен у Мартубу да блокира стазу од Мехилија, а прве јединице дивизије стигле су до Тмими до 7. априла, у 4.30 ујутро, где је 26. аустралијска бригада држала град, док дивизија и заостали из других јединица не прођу.)
Немачка 5. лака дивизија "Африка", између Аџдабије и Зуетине, известила је да јој је потребно четири дана за допуњавање, али је Ромел наредио да се свако расположиво транспортно возило истовари и, заједно са резервним борбеним возилима, пошаље 64 km западно од Ел Агајла, да донесе гориво у року од 24 сата, док је остатак дивизије чекао. Упркос противљењу Гариболдија, Ромел је одлучио да напредовање мора ићи брже како би Британци били заробљени. У ноћи 3. априла увече, 3. извиђачка јединица ушла је у Бенгази, а тог јутра је Ромел наредио да настави ка Мехилију, чим стигне дивизија Бреша. Пошто су јединице дошле у Бенгази, Ромел их је формирао у колоне, група Шверин послата је у Тмими, а група Фабрис, састављена од мотоциклиста и артиљерије дивизије Ариете, до Мехилија праћена од остатка дивизије Ариете. Генерал Штрајх, командант 5. лаке дивизије Африка, послат је на Тобрук са 8. мираљеским батаљоном, делом 5. оклопног пука и једном противтенковском четом. Потпуковник Олбрих, командант 5. оклопног пука, упућен је са 2. мираљеским батаљоном, артиљеријом и оклопним батаљоном дивизије Ариете, преко Мсуса до Мехилија или даље до Тимија, а генерал-мајор Хајнрих Кирхајм, који је био у том подручју случајно, био је мобилисан и послат да напредује са две колоне дуж Via Balbia и преко Џебел Акдара са дивизијом Бреша.
До вечери 4. априла, група Шверин је била без горива и запела близу Бен Ганија, са италијанским контингентима који су заостајали, а Група Штрајх је стигла до Матен ел Грара; следећег дана одред из групе Штрајх стигао је до Тенгедера, а остатак је заостао за 20-30 ми (32–48 km). 3. јединицу за извиђање зауставила је артиљерија британске 2. групе за подршку западно од Харубе, а група Олбрих је стигла до Антелата, док је митраљеска јединица продрла даље источно од Скелејдиме; Група Кирхајм имала је једну колону у Дриани, а другу у Ер Регими. Извиђање из ваздуха 5. априла показало је да се Британци још увек повлаче; Ромел је наредио да се колоне Осовине сретну код Мехилија. Група Фабрис и дивизија Ариете су заустављени између Бен Ганија и Тенгеда, јужно од Мехилија, а увече Ромел је издвојио 8. митраљески батаљон (потпуковник Густав Понат) из групе Штрајх и повео га у Мехили, где су предње јединице групе Шверин стигле рано 6. априла. Понат је упућен даље према Дерни са малим одредом, до када је група Кирхајм имала једну колону близу Мадалене и другу источно од Ел Абиара. 3. јединица за извиђање се једва померила и група Олбрих је опет потрошила гориво. Понат је стигао на обални пут и напредовао на аеродром јужно од Дерне рано 7. априла.

### 6–8. април
Кирхајм је послао немеханизоване делове дивизије Павија (генерал Пјетро Заглио) и дивизије Бреша дуж Виа Балбиа, а механизоване и моторизоване јединица преко Џебел Акдара. 6. априла дивизија Ариете је досегла Мехили, а у подне, Понат је поново саставио своју групу код аеродрома Дерна и пресекао један од британских путева повлачења. 5. Краљевски тенковски пук (5. РТР, потпуковник Х. Д. Древ), одбио је два одлучна напада и потом предузео контранапад са последња четири британска тенка. Остаци Британаца су одступили пре него што су тенкови избачени из строја и пут је остао отворен за заостале у Дерни. Неаме је наредио штабу ЦИРЦОМ-а да се врати у Тмими, западно од Тобрука, где је начелник штаба, бригадир Џон Хардинг стигао рано 7. априла не затекавши ни Неама нити О'Конора. Хардинг је наредио ЦИРЦОМ-у да се пресели у Тобрук и пријавио своје страхове Вејвелу у Египту. Током повлачења, Неаме, О'Конор и бригадир Комбе су напустили Мараву у 8:00 часова. и кренули пустињском стазом код Ђовани Берта, а затим су погрешио скренули северно према Дерни, уместо на исток за Тмими и налетели на групу Понат близу Мартубе.
Ромел је намеравао да нападне Мехили 7. априла, али снаге Осовине биле су расуте, без горива и уморне. Група Фабрис је кренула напред у току јутра, али Ариете дивизија и група Стреицх су касниле цео дан, након што су нападнуте од стране РАФ-а; ескадрон ЛРДП-а појавио се са југа, како би се узнемирио покрете Осовине. До мрака 7. априла, 9. аустралијска дивизија (без 24. аустралијске пешадијске бригаде) са 2. групом за подршку блокирала је Via Balbia у Акроми, око 24 km западно од Тобрука, где су 18. и 24. аустралијска пешадијска бригада припремале одбрану. (18. аустралијска пешадијска бригада је стигла из Египта преко мора, пошто је отказано слање 7. аустралијске дивизије у Грчку.) Мали одред држао је Ел Адем, јужно од Тобрука, ради осматрања приступа са југа и југозапада, а у Мехилију, Гамбиер-Пери је имао штаб 2. оклопне дивизије, са неоклопљеним возилима и једним тенком за крстарење, већину 3. индијске моторне бригаде, М Батерију 1. краљевског артиљеријског пука, део 3. аустралијског противтенковског пука и делове других јединица.
Немци су покушали два пута да наговоре Гамбиер-Перија да се преда, али он је добио наређења од ЦИРЦОМ-а да се пробије и повуче у Ел Адем, и одлучио је да нападне у зору, у сврху изненађења. Дана 8. априла, ескадрон 18. коњичког пука пробио се, а затим се окренуо да нападне италијанску артиљерију, док су неке индијске трупе 11. коњичког пука принца Алберта Виктора (Граничари) побегле. Већина гарнизона је прикована на месту, али током другог покушаја у 8:00 ујутро, побегле су мале групе из 2. краљевске лаке коњице. Гарнизон је испалио већину своје муниције за лако наоружање на визире немачких тенкова, који су се држали у позадини у страху од мина, и када је напала италијанска пешадија, остало је мало муниције. Гамбиер-Пери и 2.700-3.000 британских, индијских и аустралијских војника предали су генерал-мајору Пјетру Заглију, команданту дивизије "Павија".

### Тобрук
До 8. априла, најистуреније немачке јединице стигле су у Дерну, али неке јединице које су пресекле пустињу код Џебела, истрошиле су воду и гориво гориво код Тенгедера. Притвиц, командант 15. оклопне дивизије, упућен је са колоном извиђачких, противтенковских, митраљеских и артиљеријских јединица, да би блокирао источни излаз из Тобрука, пошто је 5. лака дивизија "Африка" стигла са југозапада и дивизија "Бреша" напредовала са запада. Ромел се надао да ће гонити ЦИРЦОМ широм Египта и узети Александрију, али предуге линије снабдевања, противљење Врховне команде и британска одбрана Тобрука учинили су то немогућим.
Дана 10. априла, Ромел је Суецки канал прогласио циљем ДАК-а и наредио да се спречи пробој из Тобрука. Сутрадан је лука опседнута, али је журба завршила са 5. лаком дивизијом Африка на источној страни, Групом Притвиц на југу (Притвиц је убијен) и Бреша дивизијом на западу. 3. јединица за извиђање је наставила до Бардије и комбиновани одред послат је у Солум да покуша доћи до Мерса Матруха, али је то спречио британски Мобилни одред (бригадир Виљем Гот) на граници, који је спроводио акције за одлагање око Солума и тврђаве Капуцо. Тобрук је бранила сила од око 25.000 британских и аустралијских трупа, добро опремљених залихама и повезаних са Египтом од стране морнарице. Гарнизон је имао оклопне аутомобиле и заробљене италијанске тенкове, који су могли да нападају конвоје Осовине док су пролазили Тобрук према граници, и онемогућавао је осовинску инвазију Египта.

## Последице

### Анализа
Године 1956, британски званични историчар објавио је да су британске претпоставке о времену потребном за контраофанзиву Осовине биле нереалне, али су их збунили смелост Ромела и чињеница да је 3. оклопна бригада била бригада само по имену, ниједан тенк није био на располагању за поновно опремање бригаде или две у 7. оклопној дивизији у Египту. Када је ДАК напао, није било оклопних сила способних за супротстављање или пресецање комуникација Осовине. До тренутка када су се Британци повукли у Џебел Акдар, пешадија није имала мобилност, тенкови 3. оклопне бригаде су се распали, а једина резерва била је једна моторизована бригада без тенкова, артиљерије и противтенковског оружја. Докле год су снаге Осовине имале гориво за маневрисање, Британци нису имали одбрану против обухватних напада на југу. Повлачење до Тобрука успело је, али прва италијанско-немачка офанзива је била оперативни успех и "тријумф за Ромела"
Луфтвафе и италијанска авијација су имале мали утицај на операције, упркос недостатку са којима се ДАФ суочио током повлачења. Ваздухопловна команда Африка није била под командом војске и изабрала је циљеве ваздухопловних снага. Многи напади су се вршили на делове британских трупа и возила, али они нису били усредсређени на уска грла, упркос малог броја путева одласка око избочине Киренајке и јужно од Џебел Акдара. ДАФ је био исцрпљен да обезбеди ескадриле за Грчку и имао је само две ловачке и једну бомбардерску ескадрилу до 8. априла када је стигла још једна бомбардерска ескадрила. Ескадриле ловаца морале су прибегавати беспотребном патролирању у месту над важним подручјима и могли су повремено покривати прометне гужве, али нису успели спречити ваздушне нападе на два конвоја са бензином који су уништени. Британцима је недостајало авиона да задрже супериорност у ваздуху, а ваздушне снаге Осовине нису стално покушавале да је преотму, што је довело до спорадичног утицаја обе стране.
Ограничења снабдевања онемогућавала су да Осовина напредује знатно даље од граничне жице на либијско-египатској граници до средине априла. Све док су Британци држали луку Тобрук, позиција Осовине на граници је била нестабилна, пошто су Итало-Немци били заузети опсадом, док су Британци могли обновити своју снагу у Египту. Колоне британске мобилне војске базиране код Халфаје, Софафи, Бук Бука и Сиди Баранија почеле су узнемиравати Немце на подручју око Капуца и Солума, а након заседе у близини Сиди Азеиза, локални немачки командант је послао алармантни извештај Ромелу, што је довело до напада Групе Херф 25-26. априла, који је потиснуо Британце назад у Бук Бук и Софафи, али су априлски напади на Тобрук били скупи неуспеси.
Купер је 1978. године написао да је Тобрук опседнут 11. априла, након дванаестодневног напредовања. Немачки тенкови су се показали надмоћнијим од њихових британских противника, али Осовина није могла да одржи војску далеко источно од Солума, без Тобрука. Немачке снаге окушале су одбрану Тобрука од 11. до 12. априла, нападале су од 13. до 14. априла и поново од 16. до 17. априла. Дана 2. маја, Ромел је прихватио да снага Осовине није била довољна за освајање Тобрука. Пошто се морало припремати за одбацивање британског контра-напада из Египта, хронични недостатак горива одређује кретање више од тактике. Италијански врховни командант је желео паузу пре напада на Египат, као и Хитлер, који је такође сматрао да је освајање Тобрука неопходно, и Ромел је захтевао више авиона за превоз муниције, горива и воде. Генерал Фридрих Паулус, заменик начелника Генералштаба, упућен је у Африку како би извештавао о ситуацији. Британци су преко Ултре примили дешифрован извештај од Паулуса, али је "значајан обавештајни удар" лоше искоришћен, подстичући преурањени напад Операције Бревити.
Године 1993. Раух је написао да је преусмеравање толико британских јединица у Грчку главни разлог успеха "Сунцокрета", заједно са пребацивањем јединица у Египат ради обнове, Вејвелово именовање неспособних командира и његов неуспех да правилно проучи терен. Потенцијал Немаца да се усредсреде на офанзиву био је потцењен, а способност, смелост и потенцијал Ромела да преокрене ситуацију су превидели Вејвел, Министарство рата и Винстон Черчил, упркос обимним обавештајним извештајима из Ултра и МИ 14 (Британска војна обавештајна служба). Године 1949. Вејвел је написао да је у Киренајки примио неоправдани ризик, формирајући очекивања о Осовини на основу искуства у борби против италијанске војске; "Нисам сигурно планирао за Ромела након мог искуства са Италијанима. Требало је да будем паметнији …."

### Губици
Британци су изгубили 1.760 људи када је велики део 3. индијске моторне бригаде присиљен да се преда 8. априла у Мехилију. Генерал-потпуковници Неме и О'Конор, Гамбиер-Пери командант 2. окопне дивизије, бригадир Римингтон и потпуковник Ј. Комбе су заробљени. Од 24. марта до 14. маја, 3. оклопна бригада је изгубила већину својих тенкова због механичког квара, недостатка горива и уништавања како би се спречило њихово заробљавање. Око двадесет тенкова је враћено раније у Тобрук ради поправки, а још три неупотребљива тенка су спасена током повлачења; 103-107 немачких тенкова је избачено из строја, али многи су касније повраћени и поправљени.

### Касније операције

#### Опсада Тобрука
Од 11. до 12. априла, 5. оклопни пук испробавао је одбрану 20. аустралијске бригаде код пута за Ел Адем и одбијен је артиљеријском ватром; немачку пешадију која је стигла до противтенковског рова отерала је аустралијска пешадија. Немци су били изненађени, претпостављајући да је бродовље у Тобруку било тамо да евакуише гарнизон и планирали ноћни напад 5. лаке дивизије Африка у ноћи 13. и 14. априла. Групе возила Осовине нападнуте су од стране 45. и 55. ескадриле РАФ-а, које су наоружане на аеродромима унутар периметра. Напад је започео покушајем да се савлада противтенковски ров западно од пута за Ел Адем, у сектору 2/17. аустралијског батаљона, који су одбили Аустралијанци. Још један покушај је направљен касније, а до јутра успостављен је мали мостобран, где је 5. оклопни пук прошао и окренуо се према северу, спреман да се раздвоји у једну колону за луку и другу да крене на запад, да се одсече гарнизон, али је одбијен. Италијани су оклевали да дају планове утврђења луке и након три недеље, Ромел је отказао нападе и наставио опсаду. Италијанске пешадијске дивизије заузеле су позиције око тврђаве, док је највећи део "ДАК-а" задржао мобилну позицију јужно и источно од луке, чиме је граница била лако доступна.

#### Операција Бревити
Операција Бревити (15-16. маја) била је ограничена британска офанзива, планирана као брз ударац против слабих снага фронта Осовине око Солума, тврђаве Капуцо и Бардије на египатско-либијској граници. Британци су примили Ултра пресретање извештаја који је саставио Паулус, који се жалио због исцрпљености и тешке ситуације снабдевања снага Осовине код Тобрука и на граници, што је подстакло преурањен покушај наношења губитака граничним посадама осовине и заузимања почетних положаја за каснији напад на Тобрук. Гарнизон Тобрука, 160 km западно, одупро се нападима Осовине, а њгове аустралијске и британске трупе могле су још увек угрозити линију за снабдевање Осовине из Триполија, што је довело до тога да је Ромел дао приоритет опсади, остављајући линију фронта слабо поседнутом. Гот је 15. маја напао са мешовитим одредом пешадије и тенкова у три колоне.
Пролаз Халфаја био је освојен против одлучне италијанске опозиције и у Либији, Британци су заузели тврђаву Капуцо, али немачки контранапади су у поподневним сатима повратили тврђаву, наносећи тешке губитке бранитељима. Операција је почела добро и збунила је заповеднике Осовине, али већина њених раних добитака је изгубљена у контранападима и са немачким појачањима која су долазила из Тобрука, операција је прекинута. Гот је био забринут због могућности да их немачки тенкови нападну на отвореном, па се 16. маја постепено повукао на пролаз Халфаја. Од 26-27. маја, немачки војници су поново заузели пролаз у Операцији Шкорпион.Британци су наставили припреме за Операција Бојна Секира која је почела 15. јуна.

## Немачке снаге
5. лака дивизија Африка
- 5. оклопни пук[21][е]
  - 50 Панцер I
  - 45 Панцер II
  - 71 Панцер III
  - 20 Панцер IV
  - 3 мала командна возила
  - 4 командна тенка
- 3. извиђачки батаљон

15. оклопна дивизија (стизала у фазама до маја 1941.)
- 8. оклопни пук(I & II батаљон)[21][ж]
  - 45 Панцер II
  - 71 Панцер III
  - 20 Панцер IV
  - 4 мала командна возила
  - 6 командних тенкова
  - 104. моторизовани стрељачки пук (1 батаљон на камионима, 1 мотоциклистички батаљон, 1 батаљон пешице)
  - 15. мотоциклистички батаљон
- 33. извиђачки батаљон
- 33. моторизовани артиљеријски батаљон (I, II & III батаљон)
- 33. инжињеријски батаљон
- батерија 33. противтенковског батаљона
- противавионска батерија од 88 mm
- службе 33. дивизије